# رويفتسي
رويفتسي (بالبلغارية: Руевци)‏ قرية تقع إدارياً ضمن مقاطعة غابروفو في بلغاريا. ويبلغ عدد سكانها 5 نسمة حسب تعداد 15 مارس 2015. تعتمد رويفتسي للبريد على الرمز البريدي 5367.